# Andranik Karapetjan
Andranik Karapetjan (armenisch Անդրանիկ Կարապետյան; * 15. Dezember 1995 in Gjumri) ist ein armenischer Gewichtheber. 2016 wurde er Europameister in der Gewichtsklasse bis 77 kg.

## Werdegang
Karapetjan wurde 2012 Jugendwelt- und -europameister in der Klasse bis 77 kg Körpergewicht. 2013 wurde er bei den Europameisterschaften Erster. Allerdings war sein Dopingtest positiv auf Methyltestosteron und er wurde für zwei Jahre gesperrt.
Nach seiner Sperre gewann er bei den Europameisterschaften 2015 Gold im Reißen und Bronze im Zweikampf in der Klasse bis 77 kg. Bei den Weltmeisterschaften in Houston im selben Jahr bekam er nach positiven Dopingtests von Kontrahenten nachträglich die Silbermedaille im Reißen sowie Bronzemedaillen im Stoßen und im Zweikampf zugesprochen. Außerdem wurde er in diesem Jahr Juniorenweltmeister.
2016 nahm Karapetjan erneut an den Europameisterschaften teil und gewann alle drei Goldmedaillen in der Gewichtsklasse bis 77 kg. Ebenfalls 2016 nahm er am Gewichtheberwettbewerb der 77-kg-Klasse der Olympischen Spiele in Rio de Janeiro teil. Während er dort nach dem Reißen noch auf Platz zwei stand, konnte er keinen erfolgreichen Versuch im Stoßen erreichen und schied ohne Gesamtplatzierung aus.
Bei der EM 2017 trat Karapetjan in der Gewichtsklasse bis 85 kg an, erreichte dort jedoch lediglich Platz 12. Es folgte die Teilnahme an der Universiade, bei der er in der Klasse bis 85 kg die Silbermedaille gewinnen konnte. Im Folgejahr wurde er U23-Europameister in derselben Klasse.
Nach einer nicht erfolgreichen WM-Teilnahme 2018 griff Karapetjan bei den Weltmeisterschaften 2019 in der Klasse bis 81 kg erneut an, gewann Bronze im Reißen, schaffte jedoch abermals keinen erfolgreichen Versuch im Stoßen und schied damit im Zweikampf aus.
Im Jahr 2021 gelang Andranik Karapetjan erneut der Sieg der Bronzemedaille im Zweikampf bei der Europameisterschaft in der Klasse bis 89 kg. Ebenfalls in dem Jahr nahm er an Weltmeisterschaft in derselben Gewichtsklasse teil, gewann dort Gold im Reißen und brachte keinen erfolgreichen Versuch im Stoßen zustande.